# Pierino Albini
Pierino Albini (Arconate, 16 dicembre 1885 – Saronno, 12 marzo 1955) è stato un ciclista su strada italiano, professionista dal 1904 al 1919, conta la vittoria di tre tappe al Giro d'Italia.

## Carriera
Noto per la vita spensierata che probabilmente limitò il numero di vittorie, corse dal 1905 al 1919 con le maglie della Turkheimer, della Legnano, dell'Atala e della Louvet. Tra i risultati di maggior prestigio vi sono tre vittorie di tappa al Giro d'Italia tra il 1910 ed il 1914, ed il secondo posto nell'edizione del 1914.

## Palmarès
- 1905 (Turkheimer, tre vittorie)

Coppa Desio
Coppa Morbegno
Legnano-Gravellona-Legnano
- 1906 (Legnano, tre vittorie)

1ª tappa Milano-Domodossola-Milano (Milano > Domodossola)
2ª tappa Milano-Domodossola-Milano (Domodossola > Milano)
Classifica generale Milano-Domodossola-Milano
- 1908 (Legnano, una vittoria)

5ª tappa Giro di Sicilia (Siracusa > Agrigento)
- 1910 (Legnano, due vittorie)

4ª tappa Giro d'Italia (Teramo > Napoli)
Milano-Varese
- 1914 (Globo-Dunlop, due vittorie)

7ª tappa Giro d'Italia (L'Aquila > Lugo)
8ª tappa Giro d'Italia (Lugo > Milano)

## Piazzamenti

### Grandi Giri
- Giro d'Italia

1910: ritirato
1912: 3º (classifica a squadre)
1913: 4º
1914: 2º
- Tour de France

1910: 11º
1912: ritirato (15ª tappa)
1913: ritirato (6ª tappa)

### Classiche monumento
- Milano-Sanremo

1910: ritirato
1911: 17º
1912: 37º
- Giro di Lombardia

1909: 42º
1911: 7º
1912: 7º
1913: 11º